# Hypolimnas misippus
Hypolimnas misippus is een vlinder uit de familie Nymphalidae en de onderfamilie Nymphalinae. De wetenschappelijke naam is gepubliceerd in 1764 door Carl Linnaeus.

## Kenmerken
Het mannetje vertoont veel gelijkenis met Hypolimnas bolina, terwijl het vrouwtje giftige vlinders uit het geslacht Danaus imiteert, zodat deze niet worden lastiggevallen door insectenetende vogels.

## Verspreiding en leefgebied
Deze vlindersoort komt voor in tropisch Afrika, India, Pakistan, Australië, Zuid- en Noord-Amerika.